# Harvey Williams Cushing
Harvey Williams Cushing (n. 8 aprilie 1869 - d. 7 octombrie 1939) a fost chirurg și neurolog american, unul dintre fondatorii neurochirurgiei moderne.

## Biografie
Cushing s-a născut la Cleveland, Ohio, fiind cel mai mic din cei zece copii ai medicului ginecolog Henry-Kirke Cushing.
După absolvirea școlii elementare din Cleveland, în septembrie 1877 Cushing intră la celebrul colegiu din Yale. Încă de atunci încep să se manifeste aptiudinile sale științifice, artistice, sportive. În 1891 intră la Universitatea Harvard din Boston pentru a studia medicina. Are ca profesori personalități celebre ca: William Stewart Halsted, William Osler și William Henry Welch. În al doilea an de studii participă la diverse operații, în cadrul Massachusetts General Hospital.
În 1895, Cushing este absolvent cum laude al cursului de medicină. Lucrează un an ca asistent la același spital din Massachusetts, iar în anul următor se transferă la Johns Hopkins Hospital din Baltimore. Aici rămâne până în 1900, an în care începe o călătorie în Europa, unde activează pe la diverse spitale și clinici perfecționându-și tehnicile și cunoștințele.
În 1902, Cushing se căsătorește cu Katharine Stone Crowell.

## Contribuții
Pe când participa, ca student, la efectuarea narcozei cu eter, în cadrul Massachusetts General Hospital, Cushing se lovește de problema frecvenței prea ridicate a deceselor datorate anesteziei incorecte. Astfel că, în urma unor studii și cercetări elaborează, în 1895, împreună cu Ernest A. Codman (1869–1940), un fel de protocol al anesteziei cu eter. Acesta prevedea monitorizarea și menținerea la valori normale a parametrilor vitali: respirație, puls, temperatură.
Dar domeniul în care Cushing s-a afirmat cu precădere este cel al neurochirurgiei: tumori cerebrale, neurotumori, tumori vascular-cerebrale.
De numele său este legat așa-numitul sindrom Cushing: tulburare endocrină datorată în general unei tumori a glandei pituitare.
Cushing a scris biografia medicului canadian William Osler (1849 - 1919), care i-a fost profesor la Harvard), carte pentru care a primit Premiul Pulitzer (1926).
Cushing a editat o Istorie a medicinei, lucrare amplă în 13 volume, pentru care i s-au acordat numeroase titluri onorifice.

### Scrieri
- On the avoidance of shock in major amputations by cocainization of large nerve-trunks preliminary to their division. With observations on blood-pressure changes in surgical cases. Ann Surg 36 (1902) 321
- Some experimental and clinical observations concerning states of increased intracranial tension. Am J Med Sci 124 (1902) 396
- On the routine determination of arterial tension in operating room and clinic. Boston Med Surg J 148 (1903) 250
- The Life of Sir William Osler. 1925
- From a surgeon’s journal, 1915–1918. Boston 1936